# Menedék (film, 2013)
A Menedék (eredeti cím: Safe Haven) 2013-ban bemutatott amerikai romantikus filmdráma, melyet Lasse Hallström rendezett. A forgatókönyv alapjául Nicholas Sparks azonos című 2010-es regénye szolgált. A főbb szerepekben Julianne Hough, Josh Duhamel és Cobie Smulders látható. Ez volt Red West színész utolsó filmje, 2017-ben bekövetkezett halála előtt.
Az Amerikai Egyesült Államokban 2013. február 14-én mutatták be a Relativity Media forgalmazásában. Bár bevételi szempontból jól teljesített, a filmkritikusoktól kedvezőtlen visszajelzéseket kapott.

## Cselekmény
Egy Erin Tierney nevű fiatal nő álnéven az észak-karolinai Southportban kezd új életet, miután megszökött alkoholista és erőszakoskodó rendőr férje, Kevin Tierney elől. Megismerkedik egy Alex Wheatley nevű özvegy apával és hamarosan egymásba szeretnek. Kevin azonban hamarosan rátalál és a nőnek szembe kell néznie múltjával.

## Szereplők
| Színész                | Szerep                       | Magyar hang     |
| ---------------------- | ---------------------------- | --------------- |
| Julianne Hough         | Erin Tierney / Katie Feldman | Szinetár Dóra   |
| Josh Duhamel           | Alex Wheatley                | Makranczi Zalán |
| Cobie Smulders         | Carly Wheatley / Jo          | Németh Borbála  |
| David Lyons            | Kevin Tierney nyomozó        | Varga Gábor     |
| Mimi Kirkland          | Lexie Wheatley               | Koller Virág    |
| Noah Lomax             | Josh Wheatley                |                 |
| Irene Ziegler          | Mrs. Feldman                 |                 |
| Robin Mullins          | Maddie                       |                 |
| Red West               | Roger                        | Forgács Gábor   |
| Juan Carlos Piedrahita | Ramirez nyomozó              |                 |
| Cullen Moss            | Bass rendőr                  |                 |
| Mike Pniewski          | Robinson hadnagy             |                 |

## A film készítése
A főszerepet eredetileg Keira Knightleynak kínálták fel, de ő végül a Szerelemre hangszerelve című 2013-as filmben vállalt szereplést.
A forgatás 2012 júniusában kezdődött az észak-karolinai Wilmingtonban és Southportban.

## Fogadtatás

### Bevételi adatok
A 28 millió dolláros költségvetésből készült film Észak-Amerikában 71,3 millió, míg a többi területen 26,2 millió dolláros bevételt termelt. Összbevétele így 97,5 millió dollár lett.
A bemutató hétvégéjén 21,4 milliós bevétellel a 3. helyezést érte el az észak-amerikai jegypénztáraknál (a Die Hard – Drágább, mint az életed és a Személyiségtolvaj mögött).

### Kritikai visszhang
A Menedék túlnyomórészt negatív kritikákat kapott. A Rotten Tomatoes 148 kritika alapján 14%-ra értékelte: „Giccses, kiszámítható és melodramatikus, a film emellett egy váratlan és nevetséges cselekménybeli fordulatot is megszenved, emiatt egy kifejezetten gyalázatos Sparks-adaptációvá válik”. Richard Roeper kritikus is a film végén lévő csavar miatt adott a tervezettnél kevesebb pontot a filmre.

## Fordítás
- Ez a szócikk részben vagy egészben  a   Safe Haven (film) című angol Wikipédia-szócikk fordításán alapul.  Az eredeti cikk szerkesztőit annak laptörténete sorolja fel. Ez a jelzés csupán a megfogalmazás eredetét és a szerzői jogokat jelzi, nem szolgál a cikkben szereplő információk forrásmegjelöléseként.